# 锡金堇菜
锡金堇菜（学名：Viola sikkimensis）为堇菜科堇菜属的植物。分布在锡金、缅甸、尼泊尔以及中国大陆的云南、西藏等地，生长于海拔1,500米至3,000米的地区，多生于山地林下、溪谷、林缘或河旁，目前尚未由人工引种栽培。

## 别名
锡京堇菜（静生生物调查所汇报）